# 천신란만
《천신란만 -LUCKY or UNLUCKY!?-》(일본어: 天神乱漫 -LUCKY or UNLUCKY!?- 덴신란만 락키 오아 안락키[*])는 일본의 유즈 소프트가 2009년 5월 29일에 발매한 연애 어드벤처 게임이다. 게임 타이틀은 사자성어인 천진난만에서 유래했다. Happy Go Lucky라는 부제를 사용하여 PSP으로 이식되었다. 캐치프레이즈는 “사랑도 ○○도、역시 마지막엔 신을 간절히 찾게 돼!?”이다.

## 개요
유즈 소프트의 4번째 작품으로서, 이번 작품에서는 브랜드 초의 웹라디오에서. 코미컬라이즈와 미디어믹스를 발매. 전보다 더욱 더 적극적으로 홍보에 여념하고 있었다.
발매 하기에 앞서는 메인 히로인 4명의 캐릭터 송이 발매되었고, 캐릭터 송은 게임 내의 배경음악으로도 쓰였다.
- Charge Of Soul (2009년 2월 6일 발매)
  - 1.캐릭터 송「Charge Of Soul」
    - 작사:Riryka
    - 작곡:Famishin
    - 편곡:R.EAST
    - 노래:우노하나노사쿠야히메 (성우:타카시 마야)

  - 2.캐릭터 송「Charge Of Soul」가라오케 버전
  - 3.오리지널 미니 드라마 1「감기에 걸리면!?」

- 작은 소원 (2009년 2월 20일 발매)
  - 1.캐릭터 송「작은 소원」
    - 작사:kala
    - 작곡:Famishin
    - 편곡:시이나 슌스케
    - 노래:린도 루리 (성우:나루세 미아)

  - 2.캐릭터 송「작은 소망」가라오케 버전
  - 3.오리지널 미니 드라마 2「노려라 인기인!」

- With You!!(2009년 3월 6일 발매)
  - 1.캐릭터 송「With You!!」
    - 작사:카미시로 아미
    - 작곡:Famishin
    - 편곡:시라누이 츠바사
    - 노래:치토세 사나 (성우:아구미 오토)

  - 2.캐릭터 송「With You!!」가라오케 버전
  - 3.오리지널 미니 드라마 3「매력UP 대작전」

- 좌우명(2009년 3월 19일 발매)
  - 1.캐릭터 송「좌우명」
    - 작사:나카야마 마미
    - 작곡:Famishin
    - 편곡:BAL (나이토 유사＆야미다가게 카즈)
    - 노래:야마부키 아오이 (성우:사모토 후우리)

  - 2.캐릭터 송「좌우명」가라오케 버전
  - 3.오리지널 미니 드라마 4「처음하는 심부름」

공략 가능한 히로인은, 메인 히로인 4명과 서브 히로인 2명으로 총 6명이다.

## 줄거리
주인공 치토세 하루키는 태어날 때부터 불행한 체질을 가지고 있던 소년이다. 그러나 살아오면서 수많은 불행을 경험한 하루키는, 이것은 언제나 겪게 되는 「평온한 일상」이라 생각하며 살아가고 있었다. 그러던 어느 날 더욱 더 엄청난 「불행(?)」이 암습해 온다. 자신의 앞에 이것은 분명 살아있는「생물」이라고 쓰인 큰 소포가 배달되었고, 하루키는 불안해 하며 박스를 개봉했다. 그러자 박스 안에서 자신을 신이라 칭하는 의문의 소녀가 튀어나왔고, 당황해 하는 하루키에게 소녀는 이렇게 선언하였다.
「당신을 천벌로부터 지키기 위해 왔다」
……이렇게 해서 하루키의 불행하면서도 평범했던 일상은 더욱 더 꼬여만 가는데........

## 등장인물

### 주인공
치토세 하루키 (千歳 春樹, ちとせ はるき)
본 작품의 주인공. 언제나 물건을 잃어버리며, 불량배와는 매번 꼬이는 타고난 불행체질이다. 하지만 오랜세월동안 불행을 겪어온 탓에, 불량배와의 싸움에는 강한편이며, 크고 작은 사고가 일어나는데에는 익숙해져 있다. 그에게 씌인 불행의 정체는 일족 대대로 전해져 오는 「신의 천벌」이며, 할아버지나 아버지와 다르게 하루키는 운이 티끌만큼도 없는 불행의 체질을 타고난것이다. 언제나 불행의 연속인지라, 큰 돈을 소지하면 바로 분실할 염려가 있기에, 하루키의 용돈은 전부 여동생인 사나가 관리하고 있다.

### 메인 히로인
우노하나노사쿠야히메 (卯花之佐久夜姫, うのはなのさくやひめ)
성우：타카시 마야
오랜 세월동안 마히와 시를 관리해온 토지신. 그러나 그 직무 하나만을 맡고 있는 하급신이기에, 상사인 신으로부터 좀 더 상급의 신이 되기 위한 검정시험을 받고 하루키의 집으로 배달(?)된다. 그러나, 본인은 무슨 이유에서인지 상급의 신의 자리에는 흥미가 없으며, 오로지 치토세 가의 천벌을 지우는 것을 목표로 하고있다. 신통력과 같은 신비한 능력이 특기이며, 기억을 덮거나 최면술을 사용함으로써, 하루키의 가족과 친구들에게는 자신은 원래부터 존재했던 사람으로 인식시키고 있다. (본인에 의하면 최면술은 5엔 동전으로도 가능). 하루키와 입맞춤을 하는 것으로, 하루키에게 있는 불행한 에너지를 빨아들이는 것이 가능하기에 매번 그 불행을 빨아들이고 있다. 천벌과 관계되는 행동을 할 때 주위의 오해를 종종 사게 되고 당황해하는 하루키의 반응을 즐거워하며 더욱 더 오해를 살만한 발언을 하곤 한다. 호적상으로는「우노하나히메」라는 이름이며, 주위의 사람들로부터는「히메」라고 불린다.
린도 루리 (竜胆 ルリ, りんどう るり)
성우：나루세 미아
우노하나를 섬기고 있는 소녀.
겉 모습은 유카타를 입고 있는 작은 소녀지만、원래는 숲에 사는 여우이며 언제든지 원래의 모습으로 변할 수 있다. 또 인간의 모습이 되면 자신의 귀와 꼬리를 자유롭게 감출 수 있다. 주인인 우노하나를 언제나 따르며 섬기고 있었지만、그녀가 신의 시험을 치기 위해 자신을 홀로 남겨둔채 하루키의 집으로 배달(?)되었기 때문에、자신도 그 뒤를 쫓아서 하루키의 집에 배달(?)되었다. 우노하나가 집을 떠나 고생을 하게 된 원인이 하루키에게 있다고 생각하고 있기에、하루키를 적대시하고있다. 취미는 꼬리 손질. 흥미가 가는 대상에게는 냄새를 맡거나 몸을 햚거나 하며, 호감을 가지게 되는 대상에게는 자신이 사냥한 작은 동물이나 산에서 나는 열매등을 건네주는 등, 성격이나 말투는 동물에 가깝다.
치토세 사나 (千歳 佐奈, ちとせ さな)
성우：아구미 오토
하루키의 여동생. 가사 전반이 특기이며, 언제나 오빠를 관찰하며, 오빠를 돌보는 것이 취미인 소녀. 오빠에게 항상 의지하는 탓인지, 단 둘만 되면 지나치게 흥분하여 폭주하기도 한다. 그리고 조금이라도 오빠에게 오해(주로 음흉한)가 생기면, 혼자만의 망상세계에 들어가게 되고, "내 몸을 바쳐서라도 오빠를 바른 길로 인도해야해" 라며 결론을 내린다. 그러고 나선 항상「오빠도 그럴 때가 되었으니까」라며「오빠는 변태」라고 단정짓는다. 우노하나의 정체를 알고 있는 인물이기도 하다.
야마부키 아오이 (山吹 葵, やまぶき あおい)
성우：사모토 후우리
하루키의 소꿉친구인 동급생의 소녀. 본인이 말하기를, 특별한 사이는 아니며 그저 보통의 소꿉친구 관계이다. 활발하며 대쪽같은 성격이지만 연애애는 조금 둔감하다. 여러 부활동이나 학생회의 심부름등을 맡아 하고 있지만, 본인은 어디에도 속하고 있지 않다. 책임감이 강한탓인지, 주위를 돌보는게 약간 지나쳐보이기도 하며, 때때로는 무리를 해버리기도 한다.

### 서브 히로인
토키와 마히로 (常盤 まひろ, ときわ まひろ)
성우：토오노 소요기
하루키의 선배이자 미즈나기 학원의 학생회장. 성적우수에 용모 단정. 그리고 누구에게나 상냥하고 다정하기에 학생들에게는 동경의 대상이다. 어떤 이유로 인해 사람들과는 너무 깊은 관계를 맺지 않으려 하기에 친한 친구는 없다.
카라스바 유카리 (烏羽 紫, からすば ゆかり)
성우：나츠노 코오리
하루키의 반의 담임을 맡고 있는 선생. 언제나 담배를 가지고 다니지만 담배를 피우는 것에 서투르며 담배 연기도 제대로 들이마시질 못한다. 약간 비뚤어진 면이나 성실하지 못한 면은 있지만, 언제나 학생쪽의 입장에 서서 생각을 해주는 성격이며, 젊은 나이라고 하는 것도 적용되어 학생들에게는 인기가 있는편.

### 서브 캐릭터
토쿠사 호노카 (木賊 朋花, とくさ ほのか)
성우：미루
하루키와 같은 반인 여학생이며 신문부에 소속되어있는 밝고 명랑한 소녀. 언제나 하이 텐션인 성격이며, 반의 무드 메이커이기도 하다. 아오이와는 사이가 좋아서 항상 함께 다니는 경우가 많다.
야마부키 와타루 (山吹 渉, やまぶき わたる)
성우：고교 나즈나
아오이의 언니이며 하루키의 할아버지가 운영하는 찻집「Robin」에서 일하는 종업원. 홍차에 관해서는 엄청난 지식을 보유하고 있지만, 커피에 관한 지식은 부족하기 그지없다. 유카리와는 학생시절부터의 친한 친구이다. 다른 사람의 연애이야기를 아주 좋아하며, 근처의 정보통이기도 하다.
시노노메 이오리 (東雲 庵, しののめ いおり)
성우：혼다 케이고
하루키와 같은 반인 악우. 행실은 그다지 바르지 못하며 때때로 문제를 일으키기도 한다. 사람이 말하는 것을 그대로 믿어버리는 단순한 바보이지만, 학원에서의 성적은 최상위를 유지하고 있다. 방황하는 것을 좋아하기에, 학원을 장기결석하며 이곳 저곳 여행을 떠나는 일이 많다.
아사기 코타로 (浅葱 虎太郎, あさぎ こたろう)
성우：사카키바라 유이
하루키의 소꿉친구로, 현지의 신사의 후계자이다. 몸집은 작지만 약간 독설적이다. 하지만 결코 냉정하거나 그런건 아니며, 곤란해하는 친구들을 보면 "정말이지 어쩔 수 없다니까"라며 도와주기도 한다. 어릴 적에는 강한 영감을 가지고 있었으며, 힘이 약해진 지금도 이 세상에 존재하지 않는 것들을 느낄 수 있다.
치토세 신이치로 (千歳 眞一郎, ちとせ しんいちろう)
성우：타케무라
하루키의 할아버지로 찻집「Robin」의 오너. 신사적이며 온화한 성격이지만, 여성에게 거침없이 성희롱적인 발언을 하기 때문에, 하루키의 골치거리이기도 하다. 우노하나의 신통력에 의해 기억이 조작되어, 우노하나는 치토세집의 먼 친척이라고 인식하고 있다. 하루키와 같이 천벌의 영향을 받고 있지만, 원래부터 엄청난 운의 소유자이기에, 천벌에 의한 불행을 상쇄시키고 있다.
오이타케 미키오 (老竹 幹雄, おいたけ みきお)
성우：藤流水
하루키의 학년의 주임을 맡고 있는 선생. 엄격하고 융통성이 없기에 일부 학생들은 답답해하기도 한다. 언제나 불행에 휘말리는 하루키가 일으킨 소동으로 하루키를 감시해왔고, 언제나 잦은 사고를 일으키는 하루키를 질색해하고 있다.

### PSP판 추가 캐릭터
이츠키 시시히메노미코토 (市杵宍姫命, いつきししひめのみこと)
성우 : 유카나
하루키의 소동을 계기로 오랜 잠에서 깬 신. 땅을 다스리는 우노하나와 달리 "더러움"을 내쫓기 위한 섭리를 지키고있다. 성격은 낙관적이며 귀찮아하는 경항이 있지만, 자신의 임무에 대해서는 책임감이 있다. 또한 M의 일면도 있다.
스오우 (蘇芳, すおう)
성우 : 아스미 카나
이츠키의 감시역으로, 우노하나에 있어서 루리에 해당되는 존재. 가사가 특기. 부탁 받은 것을 거절하지 못하는 성격의 소유자. 성별은 남성이지만, 본인이 싫다고 하는데도 불구하고, 이츠키의 기호에 의해 여장을 하고 있다.

## 제작 스태프
- 원화:무리링, 코부이치, 세레비양산형(SD원화)
- 시나리오:아마미야 리츠, 키타가와 하레
- 음악:Famishin
- CG:이루미치, 모도키상
- 프로듀서:이루미치

## 주제가
- OP곡:엉망진창 사랑만발☆
  - 작사:사카키바라 유이
  - 작곡:Famishin
  - 편곡:이노하라 사토루(Angel Note)
  - 노래:사카키바라 유이

- ED곡:무한의∞미래
  - 작사:카미시로 아미
  - 작곡:Famishin
  - 편곡:시이나 슌스케(Angel Note)
  - 노래:카미시로 아미

(Angel Note제작)